# Nikolay Atanasov
Pour les articles homonymes, voir Atanasov.
Nikolay Atanasov (né le 11 décembre 1974 à Sofia) est un athlète bulgare, spécialiste du saut en longueur. Il mesure 1,88 m pour 76 kg.
Son record personnel est de 8,31 m (+0,4 m/s) à Pyrgos le 27 juillet 2003. En salle, il a sauté 8,11 m à Turin, le 8 mars 2009.

## Palmarès

### En salle

#### Championnats du monde d'athlétisme en salle
- Championnats du monde d'athlétisme en salle de 2008 à Valence, (Espagne)
  - 5e au saut en longueur avec 7,31 m

#### Championnats d'Europe d'athlétisme en salle
- Championnats d'Europe d'athlétisme en salle de 2009 à Turin, (Italie)
  - 5e au saut en longueur avec 8,11 m